# Tytan Symbionik
Tytan Symbionik (ang. Sym-Bionic Titan) – amerykański serial animowany stworzony przez Genndy'ego Tartakovsky'ego (twórcę m.in. Laboratorium Dextera, Samuraja Jacka i Gwiezdnych wojen: Wojen klonów). Jego światowa premiera odbyła się 17 września 2010 roku na amerykańskim Cartoon Network. W Polsce premiera odbyła się 22 października 2011 roku w Cartoon Network.
Amerykański Cartoon Network wyemitował 20 odcinków. Genndy wyraził nadzieję na więcej, lecz serial został zawieszony jeszcze przed końcem emisji pierwszego sezonu. Powodem decyzji była mała ilość zabawek związanych z tym tytułem. Fani domagali się drugiego sezonu, ale nie doszło do skutku. Po raz ostatni został wyemitowany 9 kwietnia 2011 roku. Po zakończeniu pracy nad serialem Tartakovsky postanowił przenieść się do Sony Pictures Animation.

## Opis fabuły
„Tytan Symbionik” to opowieść o życiu trzech przybyszy z planety Galaluna: Ilany, Lance’a i Oktusa, których statek rozbił się na Ziemi, kiedy uciekali przed okrutnym Generalem Modulą, który zaatakował ich ojczystą planetę i odebrał władzę ojcu księżniczki Ilany. Buntowniczy, lecz dzielny żołnierz Lance i bio-cybernetyczny robot Oktus mają bronić następczyni tronu przed generałem, który wraz z potwornymi mutantami Mutraddi depcze im po piętach. 
To nietypowe trio z dnia na dzień musi przyzwyczaić się do życia w niedużym miasteczku Sherman, w Illinois i w kosmicznym tempie dostosować do zasad panujących w liceum, gdzie w ramach kamuflażu udają zwykłych uczniów. Gdy nie muszą starać się sprostać klasówkom i odpytywaniu, w przerwach ratują planetę i odpierają międzygalaktyczne ataki. W swoich ziemskich formach Ilana i Lance udają brata i siostrę, podczas gdy Oktus wciela się, w zależności od potrzeby, w dwie role – ich ojca oraz szkolnego kumpla Newtona. Najtrudniej jest im przyzwyczaić się do tego, że na Ziemi ludzie nie komunikują się ze sobą szczerze, nie mówią tego, co myślą.

## Bohaterowie

### Pozytywni
- Tytan Symbionik
- Księżniczka Ilana
- Kapral Lance
- Octus

### Negatywni
- Generał Modula

## Obsada
- Tara Strong – Księżniczka Ilana
- Kevin Thoms – Kapral Lance
- Brian Posehn – Octus
- Don Leslie – Generał Modula
- Vanessa Marshall – 
  - Xeexi,
  - Kristin,
  - Tiffany
- John DiMaggio – 
  - Duraak,
  - Muculox,
  - Generał Julius Steel,
  - Detektyw Blutovsky,
  - Król
- Tim Russ – Solomon
- Will Friedle –
  - Jason,
  - Edwin „Meat” Kapinski,
  - Bryan
- Audrey Wasilewski – Barb
- James Arnold Taylor – Brandon Chase
- Richard McGonagle – Edward

## Wersja polska
Wersja polska: Start International Polska

Reżyseria: Andrzej Chudy

Dialogi polskie: Jakub Osiński

Dźwięk i montaż: Grzegorz Ogorzały

Kierownictwo produkcji: Anna Krajewska

Wystąpili:
- Joanna Pach – Ilana
- Leszek Zduń – Lance
- Piotr Makarski – Octus
- Wojciech Machnicki – Król
- Włodzimierz Bednarski – Generał Steel
- Grzegorz Kwiecień – Solomon
- Andrzej Chudy – Generał Modula
- Iwona Rulewicz – Kimmy
- Krzysztof Cybiński – Brick Johnson (odc. 1)
- Maciej Więckowski – Żołnierz (odc. 1)
- Dariusz Błażejewski

i inni
Lektor: Andrzej Chudy

## Odcinki
- Serial liczy 20 odcinków.
  - W  serial jest emitowany od 17 września 2010 roku na kanale Cartoon Network.
  - W  serial jest emitowany od 22 października 2011 roku na kanale Cartoon Network.

### Spis odcinków
| Premiera odcinka | Nr | Polski tytuł                | Angielski tytuł           |
| ---------------- | -- | --------------------------- | ------------------------- |
|                  |    |                             |                           |
| SERIA PIERWSZA   |    |                             |                           |
|                  |    |                             |                           |
| 22.10.2011       | 01 | Ucieczka do Liceum Shermana | Escape to Sherman High    |
|                  |    |                             |                           |
| 23.10.2011       | 02 | Przebrani Sąsiedzi          | Neighbors in Disguise     |
|                  |    |                             |                           |
| 29.10.2011       | 03 | Logika Słonika              | Elephant Logic            |
|                  |    |                             |                           |
| 30.10.2011       | 04 | Zamaskowany Ninja           | The Phantom Ninja         |
|                  |    |                             |                           |
| 05.11.2011       | 05 | Ryk Białego Smoka           | Roar of the White Dragon  |
|                  |    |                             |                           |
| 06.11.2011       | 06 | Szaman Strachu              | Shaman of Fear            |
|                  |    |                             |                           |
| 12.11.2011       | 07 | Próba do Zespołu Tancerek   | Showdown at Sherman High  |
|                  |    |                             |                           |
| 13.11.2011       | 08 | Cienie Młodości             | Shadows of Youth          |
|                  |    |                             |                           |
| 20.11.2011       | 09 | Fafik 497                   | Tashy 497                 |
|                  |    |                             |                           |
| 26.11.2011       | 10 | Korepetycje z Miłości       | Lessons in Love           |
|                  |    |                             |                           |
| 19.11.2011       | 11 | Forteca Oszustwa            | The Fortress of Deception |
|                  |    |                             |                           |
| 04.12.2011       | 12 | Ballada O Strasznej Mary    | The Ballad of Scary Mary  |
|                  |    |                             |                           |
| 27.11.2011       | 13 | Opętana                     | The Demon Within          |
|                  |    |                             |                           |
| 10.12.2011       | 14 | Jestem Octus                | I Am Octus                |
|                  |    |                             |                           |
| 03.12.2011       | 15 | Wyrzutki                    | Disenfranchised           |
|                  |    |                             |                           |
| 11.12.2011       | 16 | Ucieczka Z Galaluny         | Escape from Galaluna      |
|                  |    |                             |                           |
| 17.12.2011       | 17 | Pod Trzema Księżycami       | Under the Three Moons     |
|                  |    |                             |                           |
| 18.12.2011       | 18 | Kryzys Rodzinny             | A Family Crisis           |
|                  |    |                             |                           |
| 24.12.2011       | 19 | Wróg ze Stali               | The Steel Foe             |
|                  |    |                             |                           |
| 25.12.2011       | 20 | Nowy Początek               | A New Beginning           |
|                  |    |                             |                           |